# Zombie News
Zombie News (Dead Men Don't Die) è un film del 1991 diretto da Malcolm Marmorstein ed interpretato da Elliott Gould.

## Trama
Barry Baron e Dulcie Niles sono i conduttori di punta del telegiornale della rete televisiva World Wide Network ed entrambi si accettano, ma allo stesso tempo si disprezzano democraticamente. Una sera, tornando a casa dal lavoro, Barry viene assassinato da alcuni criminali che usavano i depositi della rete come stoccaggio per le loro partite di droga. Mentre i tre se ne vanno, il cadavere di Barry viene scoperto da Chafuka, la donna delle pulizie, che lo porta in una stanzetta per uno scopo: esperta conoscitrice della magia nera e di come riportare in vita i morti, usa il corpo di Barry per crearne un vero e proprio zombi e farne il proprio animaletto da compagnia. Insieme all'aiuto involontario di un giovane poliziotto che indaga su strani omicidi che avvengono nella rete, Barry si mette sulle tracce dei killer che lo hanno ucciso per potersi vendicare. Mentre gli omicidi aumentano (così come anche gli zombie), si scopre che anche il direttore della rete è coinvolto nel traffico di droga.
Alla fine del film, tutto torna alla normalità: nessuno sa che Barry non è più tra i vivi, tuttavia continua a dire le notizie al telegiornale grazie a un feticcio "comandato" vocalmente da Chafuka, che è diventata nel frattempo la direttrice dell'intero network.